# Атрошенко, Владислав Анатольевич
Владисла́в Анато́льевич Атроше́нко (укр. Владислав Анатолійович Атрошенко; род. 5 декабря 1968, Чернигов) — украинский политик и бизнесмен, городской голова Чернигова (с 2015 года, 7 декабря 2022 года отстранён на год).  

## Биография
Родился 5 декабря 1968 года в Чернигове. Окончил среднюю школу № 16 Чернигова с золотой медалью. В 1994 году окончил с красным дипломом Харьковский авиационный институт (учился с 1986, с перерывом на службу в армии в 1988—1990), специальность «системы автоматического управления летательными аппаратами», квалификация — инженер-электромеханик.
В 2005 году окончил с отличием Национальную академию государственного управления при Президенте Украины, факультет высших руководящих кадров, квалификация — магистр государственного управления. 
В 2022 году в период вторжения России на Украину, в должности главы города Чернигова, публично призывал украинцев на митинги в странах НАТО против России, с требованием закрыть небо над Украиной.

## Бизнес
Трудовую деятельность начал в 1993 году, организовав собственное многопрофильное предприятие, которое входило в состав корпорации «Укрсибинкор». В 1993 — экономист в отделе валютных операций Черниговского филиала акционерного банка «ИНКО». С 1994 — финансовый директор ЗАО Крестьянский торговый дом «АГРО». С 1995 — финансовый директор, первый заместитель генерального директора ЗАО «Фалкон». С 1999 — председатель правления ЗАО «Агроэнергоснаб».
В 2007 году — советник председателя правления ОАО «Кредобанк». С февраля 2009 года — председатель наблюдательного совета ОАО «Хлеб Киева». С 2012 года — глава благотворительного фонда «Полесский оберег».
Согласно декларации о доходах за 2014 год, и, по подсчетам экспертов, вошел в десятку самых богатых нардепов Украины. За 2014 год заработал почти 34 миллиона гривен, из которых около 170 тысяч — это зарплата, а 32 миллиона — проценты и доходы от бизнеса. Является владельцем квартиры и домов в Киевской и Черниговской областях, а также земельного участка и двух автомобилей.

## Политическая деятельность

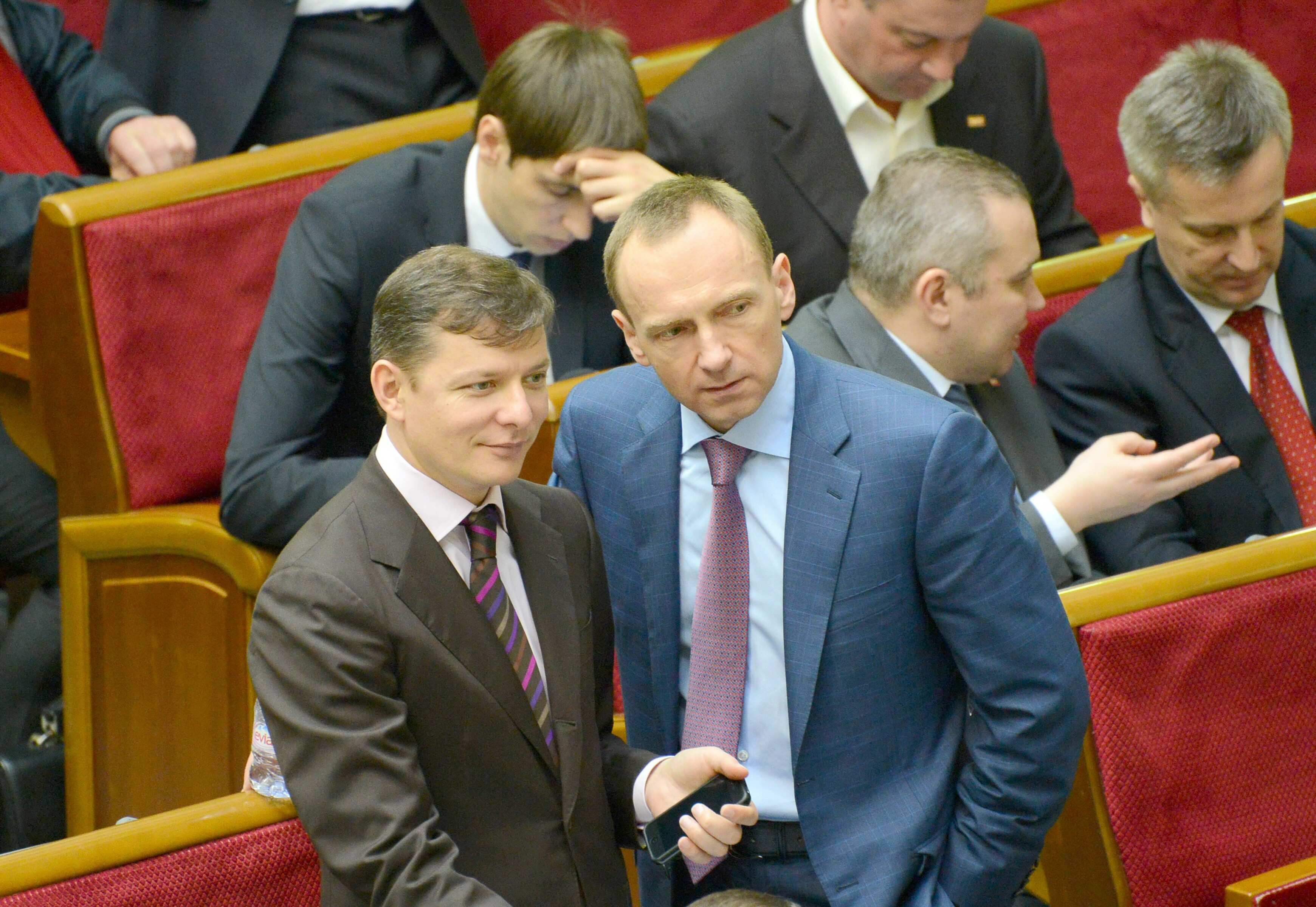
Владислав Атрошенко с Олегом Ляшко

В апреле 2002—июле 2005 — народный депутат Украины IV созыва, избран по одномандатному мажоритарному избирательному округу № 207 (Чернигов). Беспартийный, член фракции «Наша Украина» (с 15 мая 2002). Член комитета ВР по вопросам бюджета.
Активный участник Оранжевой революции. С 4 февраля до 12 декабря 2005 года был председателем Черниговской областной государственной администрации. Отставке с поста губернатора предшествовали обвинения в адрес Атрошенко, выдвинутые партией «Пора» и народным депутатом Владимиром Стретовичем, возглавляющим парламентский комитет по борьбе с организованной преступностью и коррупцией.
В 2006 году не прошёл в парламент, баллотируясь на выборах по списку блока «Наша Украина» под № 101.
В декабре 2012 — ноябре 2014 года — народный депутат Украины VII созыва, избран по одномандатному мажоритарному избирательному округу № 206 (Чернигов), набрав 40,63 % голосов избирателей. Беспартийный, член фракции «Партия Регионов» (до 20 февраля 2014, заявил о выходе 19 февраля 2014 года). Глава подкомитета по вопросам уточнения положений Бюджетного кодекса комитета ВР по вопросам бюджета. 18 июня 2014 года объявил о сложении депутатских полномочий «в ответ на дискуссии о перезагрузке Верховной рады», но затем продолжил работу депутата.
С ноября 2014 года — народный депутат Украины VIII созыва, избран по одномандатному мажоритарному избирательному округу № 206 (Чернигов), набрав 51,34 % голосов избирателей. Беспартийный. Баллотировался от Блока Петра Порошенко, но не был включён во фракцию, так как голосовал за законы 16 января. Внефракционный, член комитета ВР по вопросам транспорта.

### Городской глава Чернигова
На местных выборах в 2015 году избран городским головой Чернигова. В первом туре занял второе место, набрав 23,34 % голосов избирателей (22 560 чел.), но во втором туре победил действующего городского главу Александра Соколова, набрав 51,52 % голосов (53 201 чел.).
25 октября 2020 года был переизбран городским главой Чернигова на второй срок, набрав 77, 49% голосов, в свою очередь его партия «Рідний дім» («Родной дом») получила большинство мест в горсовете.

#### Отстранение
7 декабря 2022 года Яворовский районный суд Львова лишил Атрошенко права занимать должность городского главы в течение года. 1 февраля 2023 года Львовский апелляционный суд подтвердил отстранение Атрошенко от должности. 
Уже с этого периода, с 9 февраля 2023 года исполняющим обязанности городского главы является секретарь Черниговского городского совета Александр Анатолиевич Ломако.

## Скандалы
В феврале 2004 года налоговой милицией в Черниговской области по факту преднамеренного уклонения от уплаты налогов и завладения бюджетными средствами путём злоупотребления служебным положением было возбуждено уголовное дело в отношении должностных лиц ЗАО «Агроэнергоснаб», среди которых фигурировал Владислав Атрошенко.
17 сентября 2004 года Владислав Атрошенко, управляя автомобилем «Мерседес-Бенц-600», насмерть сбил 64-летнего жителя в селе Красное Черниговского района Черниговской области, после чего МВД Украины было возбуждено уголовное дело по статье 286 ч.2 (нарушение правил безопасности движения и эксплуатации транспорта, повлёкшее смерть потерпевшего). ДТП произошло вблизи пешеходного перехода, обозначенного лишь дорожной разметкой (дорожных знаков, указывающих на наличие перехода и освещения в данном месте не было). Досудебное следствие установило, что причиной ДТП стало превышение скорости Атрошенко, сам он утверждал, что ехал со скоростью 70—80 километров в час, и пешеход появился в не предназначенном для перехода месте неожиданно, поэтому избежать столкновения не удалось. Верховная рада не дала разрешения на привлечение Атрошенко к ответственности и его арест.
Оба уголовных дела были приостановлены в 2005 году.
После победы Виктора Ющенко на Помаранчевом Майдане Владислав Атрошенко выторговав в 2005-м губернаторство на Черниговщине. Однако удержаться в кресле главы области больше нескольких месяцев ему не удалось, его уволили за коррупцию и провалы в социально-экономической политике. Владимир Стретович, занимавший в то время должность председателя парламентского комитета по борьбе с организованной преступностью и коррупцией, документально подтвердил причастность Атрошенко к захвату черниговского рынка «Нива». Кроме того, структуры Атрошенко за короткое время только в Чернигове захватили ОАО «Старый Чернигов», ОАО «Лакомка», "Детский мир, развлекательный центр «Брюссель», ОАО «Полесье», магазин «Вена», ГП «Черниговторф», отель «Новгород-Сиверский» и прочие.
За два года до президентских выборов или за год до старта избирательной кампании в Чернигове глава городской БПП и по совместительству мэр города продолжает собственную политическую игру, в связи с чем президентская партия теряет позиции на Черниговщине. Владислав Атрошенко усиливает оппозиционеров за счёт других союзников.

## Семья
Отец — Анатолий Фёдорович (1940 г. р.), инженер. Мать — Тамара Ивановна (1946 г. р.), учитель математики, заслуженный учитель УССР, депутат Верховного Совета УССР XI созыва. Жена — Ирина Тимофеевна, преподаватель Черниговского национального технологического университета. Дочери — Анастасия (1997 г. р.) и Полина (2005 г. р.).

## Награды
- Орден «За заслуги» ІІІ степени (28 июня 2017) — за значительный личный вклад в государственное строительство, социально-экономическое, научно-техническое, культурно-образовательное развитие Украины, весомые трудовые достижения и высокий профессионализм[14]
- Орден «За мужество» ІІІ степени (6 марта 2022) — за особый личный вклад в защиту государственного суверенитета и территориальной целостности Украины, мужество и самоотверженные действия, проявленные за время организации обороны населённых пунктов от российских агрессоров[15].